# Sichtexot
Sichtexot ist ein deutsches Hip-Hop-Label aus Mainz. Gegründet wurde das Indielabel am 1. Januar 2011 durch die Musiker Tufu, Kevoe West, Anthony Drawn, Choclip und Buddy Becks.

## Geschichte
Die fünf Gründer des Labels lernten sich durch gemeinsame musikalische Interessen in ihrer Jugend im Landkreis Neuwied (Rheinland-Pfalz), kennen. Nach musikalischer Zusammenarbeit entschlossen sich die Freunde, das Unternehmen Sichtexot zu gründen. Zur Gründung am 1. Januar 2011 erschien das Album Seelenquantisierung von Rapper Tufu und Saxophonist Anthony Drawn.
Durch kontinuierliche Musikveröffentlichungen von Künstlern wie Luk&Fil, Figub Brazlevič und Eloquent konnte sich das Label in den darauffolgenden Jahren in der deutschsprachigen Rap-Szene etablieren. Die auf dem Label veröffentlichte Musik wird größtenteils dem Underground-Hip-Hop zugerechnet, beeinflusst von Jazz, Soul und Funk. Durch das Auftreten als Kollektiv und der Individualität des Klangbilds wurde Sichtexot als Gegenpol zum Mainstream des Deutschraps wahrgenommen. Besonders betont das Label das freundschaftliche Verhältnis der Künstler untereinander, ausgedrückt auch durch den selbst gewählten Spitznamen „Jüngerschaft des Sichtexotheismus“. Zudem legen die Künstler des Labels Wert auf eine analoge Veröffentlichung ihrer Musik. Die Alben des Labels erscheinen zumeist auf Vinyl und Kassette.
2013 veröffentlichte Sichtexot Jazz auf Gleich von Rapper Eloquent und Producer Wun Two. Christian Neubert beschrieb das Album im HHV Mag als „modernen Klassiker“. Im gleichen Jahr veröffentlichte das Duo Luk&Fil seinen bisher erfolgreichsten Song Nullpunkt, das Musikvideo konnte bis heute über 900.000 Aufrufe auf YouTube generieren. Durch die zunehmende Popularität konnten die Künstler des Labels 2013 auf der Hauptbühne des splash! Festivals auftreten, dem größten Hip-Hop-Festival Deutschlands. Im HHV Mag wurde das Label 2013 als Teil der „Deutschrap-Renaissance“ bezeichnet und in einen Kontext mit anderen Untergrund-Labels wie Wortsport, ENTBS und Jakarta Records gesetzt.
In den späteren Zehnerjahren differenzierte sich der Katalog des Labels weiterhin aus. Das Duo Luk&Fil ist mittlerweile solo als Negroman, bzw. Nepumuk aktiv. Mit Künstlern wie Ruhe & Bit, Der Täubling und FloFilz deckt Sichtexot eine große musikalische Bandbreite ab, neben Rapmusik liegt ein großer Fokus des Labels auf der Veröffentlichung von Instrumentalmusik. Sichtexot veröffentlichte Kollaborationen der labeleigenen Künstler mit Retrogott und Hulk Hodn, die in früheren Jahren stilbildend für deutschen Underground-Rap waren. Seit 2016 besteht eine Zusammenarbeit der Plattenfirma mit einigen japanischen Produzenten, unter anderem Lidly, Yotaro und Tajima Hal. Als Ergebnis dieser Kollaboration erschien die Compilation Sichtexotica III. Im Januar 2021 feierte Sichtexot sein zehnjähriges Bestehen, dazu erschien ein Porträt des Labels auf der Webseite des Juice Magazin. Im Februar 2021 wurde mit dem Duo Maura & Fred Red die erste weibliche Künstlerin als Signing bekannt gegeben.

## Künstler
- Anthony Drawn
- Bill Adlib
- Buddy Becks
- Choclip
- Der Täubling
- Digitalluc
- DJ Uwe
- Eloquent
- Fid Mella
- Figub Brazlevič
- FloFilz
- Henace
- Hey!Zeus
- Hubert Daviz
- Hulk Hodn
- Johnny Moto
- JuJu Rogers
- Kevoe West
- Lidly
- Linn Mori
- Luk&Fil (Duo bestehend aus Nepumuk und Negroman)
- Made In M
- Man Of Booom (Trio bestehend aus Figub Brazlevič, Teknical Development und JuJu Rogers)
- Maura & Fred Red
- Melodiesinfonie
- MF Saje
- Negroman
- Nepumuk (als Produzent: Knowsum)
- Obba Supa (Duo bestehend aus Teknical Development und Hey!Zeus)
- Pano
- Philanthrope
- Priesemut
- Ruhe & Bit
- Sir Serch
- Smoke Trees
- Tajima Hal
- Teknical Development
- The Beep
- Thelonious Coltrane
- Torky Tork
- Tufu
- Twit One
- Undagawds (Duo bestehend aus Thelonious Coltrane und Peter Manns)
- Wun Two

## Diskografie (Auswahl)
- 2011: Seelenquantisierung (Tufu & Anthony Drawn)
- 2011: Hässlon (Tufu)
- 2012: Oldschool Future (Figub Brazlevič)
- 2012: FOR: AM (Obba Supa)
- 2012: All That Glitter Ain’t Soul (Luk&Fil)
- 2012: Back To The Boom (Man of Booom)
- 2013: Jazz Auf Gleich (Eloquent & Wun Two)
- 2014: Sichtexotica 1 (Knowsum)
- 2016: Negroman LP (Negroman)
- 2017: Der Täubling (Der Täubling)
- 2017: Niemals Weg (Eloquent & Dude26)
- 2019: Undagawds (Undagawds)
- 2020: o cavalo vermelho (Wun Two)
- 2021: Metamusik (Nepumuk & Retrogott)